# Polévka

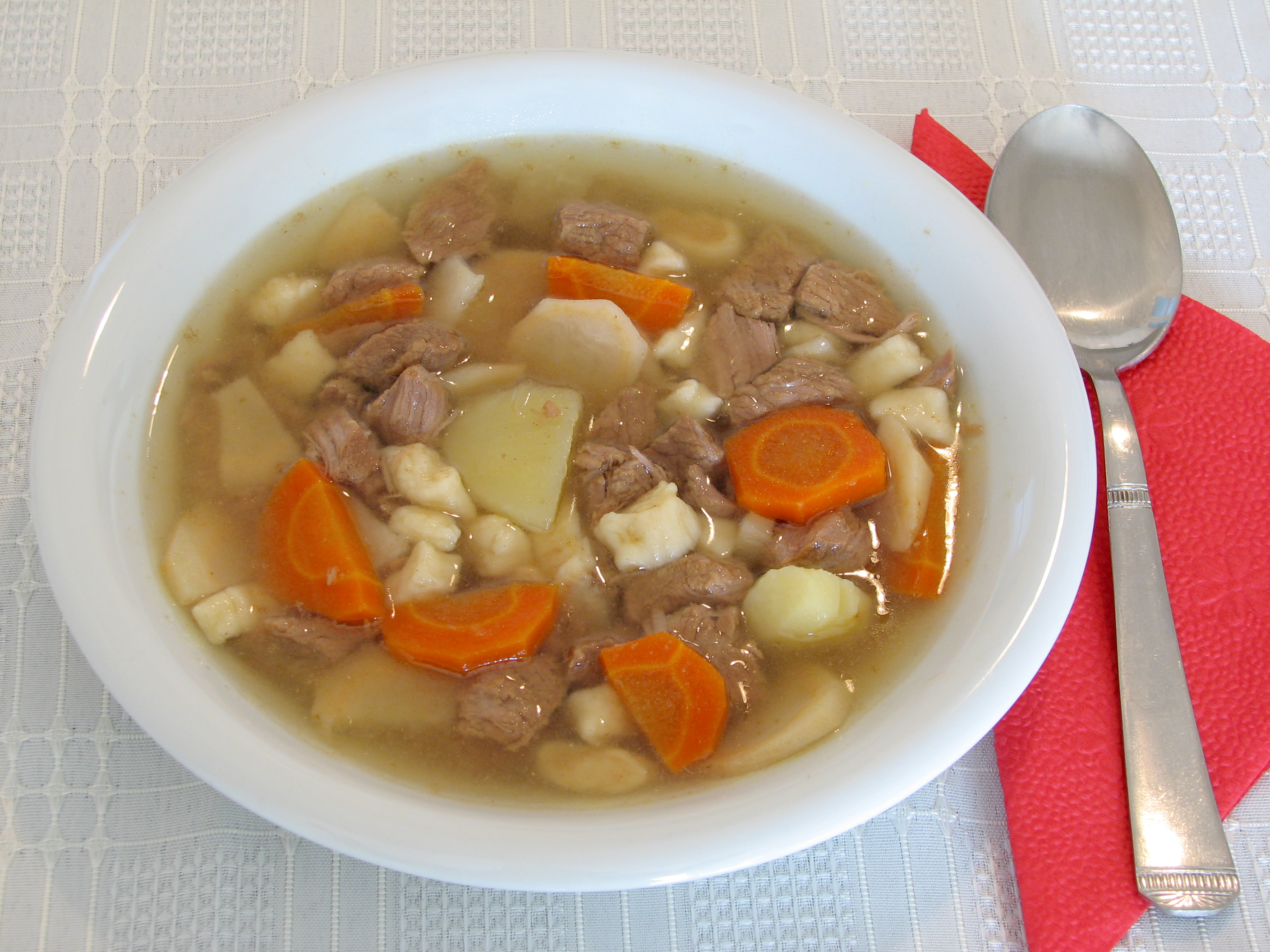
Maďarská polévka

Polévka (hovorově polívka) je tekuté až mírně husté a nejčastěji teplé jídlo. Připravuje se vařením různých přísad ve vodě, které předávají chuť, barvu i vůni, nebo v předem připraveném vývaru.

## Suroviny
Jako suroviny se obvykle používá zelenina, různé druhy masa, luštěniny ad. Polévky bývají buď čiré, mléčné, zahuštěné např. moukou, rozmixovanou zeleninou (krém) apod. nebo také s pevnými – zpravidla vařenými – potravinami, zavářkami, např. rýží, těstovinami apod. Dále se polévka většinou dochucuje solí, kořením a omašťuje různými druhy tuků, např. máslem, nebo zjemňuje smetanou.

## Podávání
Polévka zpravidla předchází hlavní chod (u oběda), v bohatším menu se podává po studeném předkrmu, následovaná případně ještě teplým předkrmem (snackem). Také se může podávat jako samostatné, hlavní jídlo (např. k večeři), pak zpravidla s pečivem resp. chlebem.

## Typy polévek

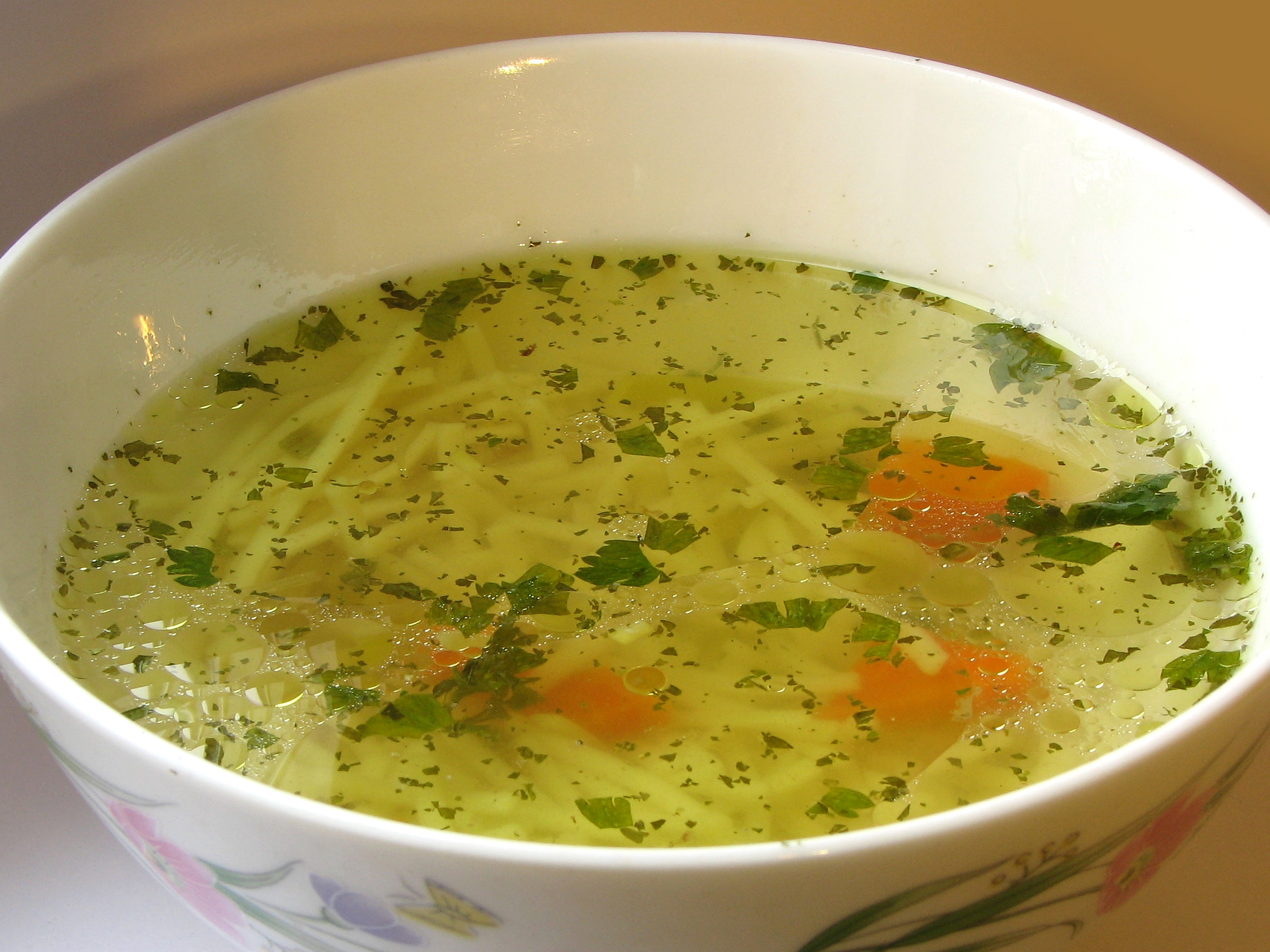
Vývar s nudlemi

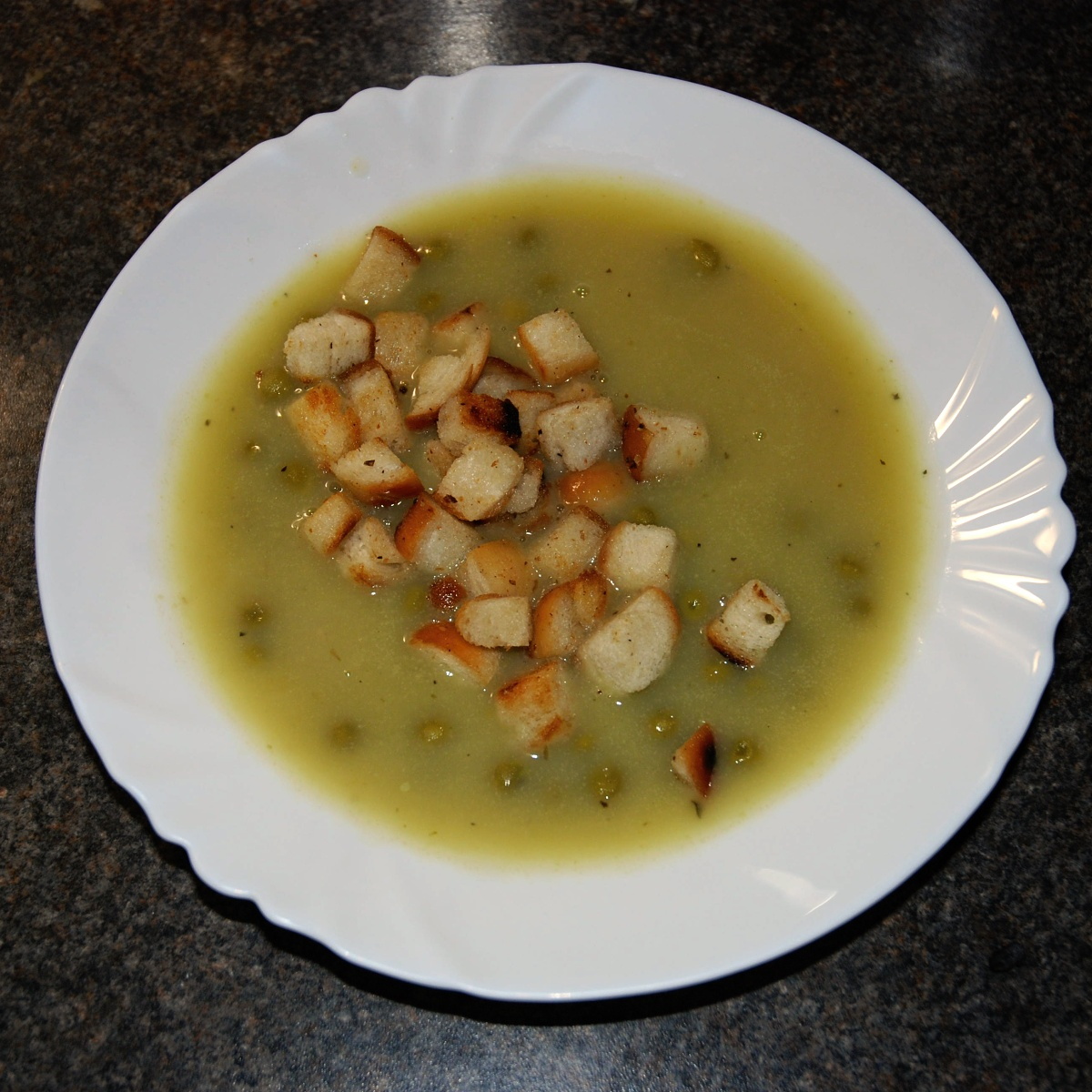
Hrachová polévka s na kostičky nakrájeným osmaženým rohlíkem

Polévka je připravována buď tradičním způsobem, kdy jsou ve vodě vyvařeny originální suroviny, nebo se připravuje z instantní směsi. Kvalitní polévka, v níž je vyvařeno maso, ryba či zelenina, se též nazývá vývar. Nevýhodou tradičního vaření polévky je delší příprava, výhodou je to, že suroviny bývají čerstvé a polévka většinou neobsahuje přídatné látky (pokud se nedochucuje masoxem či jinými dochucovacími a solicími přípravky s obsahem těchto látek). Instantní polévka se většinou připravuje 5 až 20 minut prostým vsypáním do studené či vroucí vody, připadně se přidá ještě nějaká doporučená ingredience. Je zhotovována nejen v domácnostech (tzv. pytlíková polévka), ale též v restauracích a stravovacích provozovnách, kam je dodávána v gastro balení.
Yaka mein je druh hovězí nudlové polévky, původem z čínských restauracích v New Orleans, skládá se z dušeného hovězího masa, špagetových nudlí, vejce uvařené natvrdo, zelené cibule a cajunského koření, chilli nebo koření Old Bay.

### Čiré polévky
Čirá polévka je vývar z masa, zpravidla jako základ polévky. Podle druhu masa se pak označuje i sama polévka. Nejčastěji se používá maso hovězí nebo drůbeží. Nejznámějším zástupcem v této skupině je hovězí polévka (vývar) neboli bujón, slepičí nebo kuřecí polévka.
K vývaru se pak do polévky přidávají přísady: nudlová polévka, polévka s játrovými knedlíčky, fritátová polévka, polévka s uzeným masem, cibulová polévka aj.

### Zahuštěné polévky
Zahuštěné polévky jsou takové polévky, které se při přípravě pomocí různých přísad zahušťují. Jsou to různé krémové polévky nebo polévky zahuštěné jíškou a také polévky zahuštěné jinými přísadami, které se vaří společně s masem. Příkladem může být rýže, brambory, hrách, čočka, fazole nebo jiné luštěniny, zelí, ale také mléko, smetana nebo syrové vejce nebo jen vaječný žloutek.

## Příklady polévek
- bramboračka (bramborová polévka)
- kulajda
- dršťková polévka
- slepičí polévka
- hovězí vývar
- drůbeží vývar
- hrášková polévka
- gulášovka (gulášová polévka)
- cibulačka (cibulová polévka)
- zelňačka (zelná polévka)
- čočková polévka
- fazolová polévka
- polévka s játrovými knedlíčky
- kyselo
- phở